# Ecuación de Meissner
La ecuación de Meissner es una ecuación diferencial ordinaria lineal que es un caso especial de la ecuación de Hill con la función periódica dada como una onda cuadrada.
Hay muchas formas de escribir la ecuación de Meissner. Una es como
{\displaystyle {\frac {d^{2}y}{dt^{2}}}+(\alpha ^{2}+\omega ^{2}\operatorname {sgn} \cos(t))y=0}
o
{\displaystyle {\frac {d^{2}y}{dt^{2}}}+(1+rf(t;a,b))y=0}

dónde
{\displaystyle f(t;a,b)=-1+2H_{a}(t\mod (a+b))}
y {\displaystyle H_{c}(t)} es la función Heaviside desplazada a {\displaystyle c}. Otra versión es
{\displaystyle {\frac {d^{2}y}{dt^{2}}}+\left(1+r{\frac {\sin(\omega t)}{|\sin(\omega t)|}}\right)y=0.}
La ecuación de Meissner se estudió por primera vez como un problema rompecabezas para ciertos problemas de resonancia. También es útil para comprender los problemas de resonancia en biología evolutiva.
Debido a que la dependencia del tiempo es lineal por partes, muchos cálculos pueden realizarse exactamente, a diferencia de la ecuación de Mathieu. Cuando {\displaystyle a=b=1}, los exponentes de Floquet son raíces de la ecuación cuadrática
{\displaystyle \lambda ^{2}-2\lambda \cosh({\sqrt {r}})\cos({\sqrt {r}})+1=0.}
El determinante de la matriz de Floquet es 1, lo que implica que el origen es un centro si {\displaystyle |\cosh({\sqrt {r}})\cos({\sqrt {r}})|<1} y un punto de silla de lo contrario.